# Charles-François de Vintimille du Luc
Pour les articles homonymes, voir Luc.
Pour les autres membres de la famille, voir Maison de Vintimille.
Charles François de Vintimille, marquis des Arcs, de La Marthe, de Vins, de Savigny, comte du Luc, marquis du Luc en 1688, né en 1653 et mort en 1740, est un militaire et diplomate français des XVIIe et XVIIIe siècles.

## Biographie
Issu de la Maison de Vintimille, une grande famille de Provence, il est le fils aîné de François de Vintimille, seigneur du Luc, et d'Anne de Forbin.
 Son père, François de Vintimille, comte du Luc, maréchal de camp, viguier de Marseille, premier consul d'Aix et procureur du Pays d'Aix, est le frère de Jean de Vintimille du Luc, évêque de Digne puis évêque de Toulon, mort en 1682.

Charles François de Vintimille est le frère aîné de Charles Gaspard Guillaume de Vintimille du Luc
Jeune mousquetaire, il perd un bras à la bataille de la Peene en 1677 et passe dans la Marine royale comme capitaine des galères, à partir de l'année 1688, chef d'escadre à Marseille. 
En 1699, il conduisit en grande pompe à Civitavecchia, avec quatre galères, le prince de Monaco, ambassadeur du Roi auprès du Pape. Commanda une escadre de galères en 1701 pour la conduite de la princesse de Savoie, reine d'Espagne de Nice à Marseille.
Conseiller d'État d'épée, il est nommé gouverneur de Porquerolles en 1712 en remplacement de l'abbé de Sainte-Croix. 
Il est ambassadeur plénipotentiaire Suisse (1708-1715) et assiste au traité de Baden (1714), puis il sera ambassadeur auprès du Saint-Empire romain germanique (janvier 1715-1717).
Il est fait commandeur de l'ordre de Saint-Louis en 1693, chevalier de l’ordre du Saint-Esprit le 7 juin 1724.
Il accueille et protège dans l'exil le poète Jean-Baptiste Rousseau, qui lui dédie une de ses plus belles odes.
Il hérite en 1732 de son oncle le marquis de Vins le château de Savigny-sur-Orge. C'est là qu'il meurt le 19 juillet 1740 en laissant une bibliothèque remarquable par la richesse de la reliure des livres qui la composaient.
Il est inhumé dans l'église de Notre-Dame de Paris avec son frére primat de France et duc de Saint-Cloud.

## Descendance
Son fils et hèritier Gaspard-Magdelon-Hubert de Vintimille né le 9 Mars 1687 mort le 17 Mars 1748. Mousquetaire en 1701 (à quatorze ans) il concourut à la défaite des Hollandois sous Nimegue au mois de Juin 1702. Il combattit à Eckeren en 1703 et fervoit à l'armée de Flandre en 1704, lorsqu'il obtint, par commission du 25 Juin, une Compagnie au Régiment de cavalerie de Ruffey (à dix-sept ans): il alla la joindre à l'armée de Baviére et la commanda à la bataille d'Hachstett, où il reçut deux blessures si consirables qu'il ne put servir de long temps. Mestre de camp d’un Régiment de cavalerie de son nom (du Luc), qu'il leva par commission du 22 Novembre 1705. il le commanda au siége et à la bataille de Turin en 1706, à l'armée du Dauphiné en 1707, 1708 et 1709, à l'armée du Rhin en 1710, 1711, 1712 et 1713. Il se trouva cette dernière année aux siéges de Landau et de Fribourg. Son Régiment ayant été réformé, par ordre du 10 Novembre, le Marquis du Luc fut incorporé avec sa Compagnie dans le Régiment de Flèche (ensuite Royal Lorraine). Il obtint le Gouvernement des isles de Porquerolles et de Lingoustier et la Lieutenance de Roi de Provence  sur la démission de son pere, Charles François de Vintimille du Luc, par provisions données à Versailles le 15 Janvier 1715. Le grade de Brigadier, par brevet du premier Février 1719, il servit la même année sur la frontiére d'Espagne et fut fait Mestre de camp du Régiment de cavalerie de Luc (ensuite Seyssel) par commission du 2 Mai 1725. Maréchal de camp, par brevet du 20 Février 1734. il se démit de ce régiment et fut employé en Flandre par Lettres du premier Mai 1735 jusqu'au dernier octobre 1736. Lieutenant général des armées du Roi, par pouvoir du premier Mars 1738. il ne servit point en cette qualité. En 1732 il reçut la seigneurie de Savigny en don; 1/5 de son père et 4/5 de son oncle, archevêque de Paris, Pair et Primat de France.
Sa fille Charlotte Félicité de Vintimille épouse Pierre de Coriolis de Villeneuve, marquis d'Espinouse, baron de Corbières, reçu Président à mortier du Parlement d'Aix, dont Charles Régis Coriolis d'Espinouse, chef d'escadre des armées navales pendant la guerre d'indépendance des États-Unis.